# Amphinema dinema
Amphinema dinema är en nässeldjursart som först beskrevs av Péron och Charles Alexandre Lesueur 1810.  Amphinema dinema ingår i släktet Amphinema och familjen Pandeidae. Arten är reproducerande i Sverige. Inga underarter finns listade i Catalogue of Life.